# Puylausic
Puylausic é uma comuna francesa na região administrativa de Occitânia, no departamento de Gers. Estende-se por uma área de 9,84 km². Em 2010 a comuna tinha 170 habitantes (densidade: 17,3 hab./km²).